# Kampung Blang (Blang Bintang)
Kampung Blang is een bestuurslaag in het regentschap Aceh Besar van de provincie Atjeh, Indonesië. Kampung Blang telt 1008 inwoners (volkstelling 2010).